# Юзовський Михайло Йосипович
Михайло Юзовський (рос. Михаил Иосифович Юзовский) (1940 — 2016) — радянський кінорежисер і театрознавець; син літературознавця і театрального критика Йосипа Юзовського. Заслужений діяч мистецтв Російської Федерації (1998)

## Життєпис
У 1957—1958 роках — літературний секретар і кореспондент журналу «Театр».
У 1968 році закінчив режисерський факультет ВДІКу (майстерня Юхима Дзигана і Бориса Іванова).
З 1968 року — режисер кіностудії імені М. Горького, автор фільмів для дітей.
У 1975—1980 роках знімав сюжети для дитячого кіножурналу «Єралаш».
Член Правління Кіностудії імені М. Горького.
Похований на Новодівочому кладовищі.

## Нагороди та звання
- 1998 р. — Заслужений діяч мистецтв Російської Федерації — за заслуги в галузі мистецтва[3]
- 2011 р. — Орден Дружби — за заслуги в розвитку вітчизняної культури і мистецтва, багаторічну плідну діяльність[4]

## Фільмографія

### Режисер
- 1967 — На дві години раніше
- 1968 — Півгодини на чудеса
- 1970 — Таємниця залізних дверей
- 1974 — Засекречене місто
- 1982 — Там, на невідомих доріжках…
- 1985 — Після дощику в четвер
- 1988 — Раз, два — лихо не біда!
- 1995 — Маша і звірі

### Сценарист
- 1995 — Маша і звірі